# Ahven 1
Ahven 1 (tidigare Ahven) var en finländsk minsvepare som byggdes år 1937 och som tjänstgjorde i den finländska marinen under det andra världskriget.
Fartyget byggdes av Turun veneveistämö (Åbo varf) i Åbo. Ahven -klassens båtar utvecklades från de gamla A -båtarna. De efterföljande Kuha båtarna utvecklades i sin tur ifrån Ahven -klassen.

## Fartyg av klassen
- Ahven 1 (Ahven)
- Ahven 2 (Kiiski)
- Ahven 3 (Muikku)
- Ahven 4 (Sarki)
- Ahven 5 (Kuore)
- Ahven 6 (Lahna)